# Пачкова Світлана Петрівна
Світлана Петрівна Пачкова (рос. Светлана Петровна Пачкова; нар.9 серпня 1940, Оричі) — археолог-славіст, старший науковий співробітник відділу археології ранніх слов'ян Інституту археології НАН України, кандидат історичних наук. Лауреат Державної премії України в галузі науки і техніки (за 1991 рік).

## Біографія
Народилася в селищі Оричах Кіровської області РРФСР. Росіянка.
У 1959–1964 роках навчалась на історичному факультеті Київського університету. 1970 року захистила кандидатську дисертацію. Спеціаліст у галузі археології ранніх слов'ян.

## Наукова діяльність
Досліджувала пам'ятки різних епох, у тому числі скіфської культури, поєнешти-лукашівської культури, зарубинецької культури, черняхівської культури, слов'янської та давньоруської культур у Тернопільській, Чернівецькій, Хмельницькій, Київській областях. Наукові інтереси пов'язані із проблемами походження, розвитку і хронології зарубинецької та поєнешти-лукашівської культур кінця 1 тисячоліття до н. е. і початку 1 тисячоліття н. е.. Застосовуючи формальнотипологічний, порівнювальний, кореляційний та статистичний методи дослідження масового археологічного матеріалу, насамперед керамічного посуду, фібул і поховань зарубинецької культури, запропонувала методики періодизації археологічної культури та дослідження демографічних процесів у населення на рубежі ер, процесів формування території археологічних культур.

## Праці
Автор 100 наукових статей, монографій:
- «Господарство східнослов'янських племен на рубежі н. е.» (Київ, 1974);
- (рос.)«Зарубинецкая культура и латенизированные культуры Европы» (К., 2006);
- «Могильник зарубинецької культури Вишеньки біля Києва» (Київ, 2008).

Співавтор колективних монографій, у тому числі:
- (рос.)«Археологические памятники Среднего Поднестровья» (К., 1983);
- (рос.)«Этнокультурная карта территории Украинской ССР в 1 тыс. н. э.» (К., 1985);
- (рос.)«Археология УССР» (В 3-х томах. К., 1986);
- (рос.)«Славяне Юго-Восточной Европы в предгосударственный период» (К., 1990);
- «Давня історія України» (Київ, 2000).